# مسجد ماشه
مسجد ماشه یا مسجدجامع کیش مربوط به دوره قاجار است و در جزیره کیش واقع شده و این اثر در تاریخ ۲۷ دی ۱۳۷۷ با شمارهٔ ثبت ۲۱۹۴ به‌عنوان یکی از آثار ملی ایران به ثبت رسیده است.